# Cragside

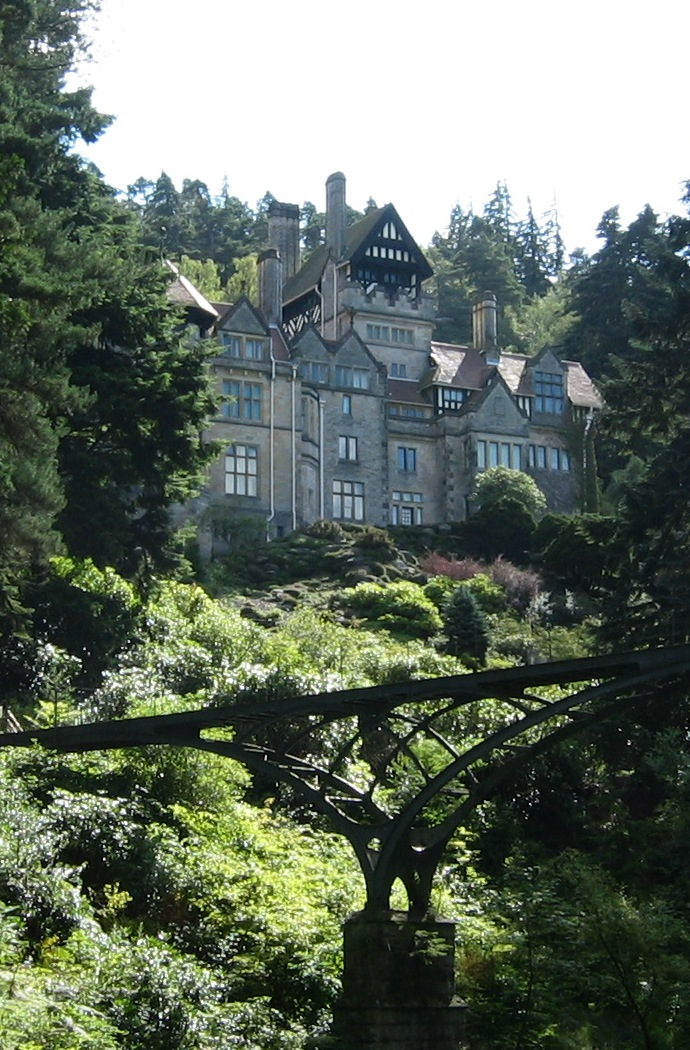
Cragside

Cragside ist ein Landhaus in der Gemeinde Cartington in der englischen Grafschaft Northumberland. Es war das erste Haus der Welt, das mit elektrischem Strom aus Wasserkraft beleuchtet wurde. Das Haus liegt an einem felsigen Hang über einem 4 km² großen, bewaldeten Park und war der Landsitz des Rüstungsherstellers Lord Armstrong, Das Haus wird seit 1977 vom National Trust verwaltet, die es 1979 öffentlich zugänglich machten. 2019 wurde Cragside Estate von rund 255.000 Personen besucht. 2024 betrug die Besucherzahl etwa 256.000 Personen.
Cragside, das nach dem Cragend Hill (dt. etwa: Klippenhügel) über dem Haus benannt wurde, wurde 1863 als bescheidene, zweistöckige Lodge erbaut, aber später nach den Plänen von Richard Norman Shaw zu einem feinen Herrenhaus in einer Art modernem Tudorstil erweitert. Das Gebäude enthielt sogar einmal eine Sternwarte und ein wissenschaftliches Labor.
Das von English Heritage als historisches Gebäude I. Grades gelistete Haus ist von Europas größtem Felsgarten, einer großen Zahl von Rhododendren und einem großen Wald, meist aus Koniferen, umgeben. Eine Rhododendronart ist nach Lady Armstrong benannt.
2007 wurde Cragside nach einem „vollständigen Umbau“ wieder eröffnet.

## Wasserkraft und Elektrizität

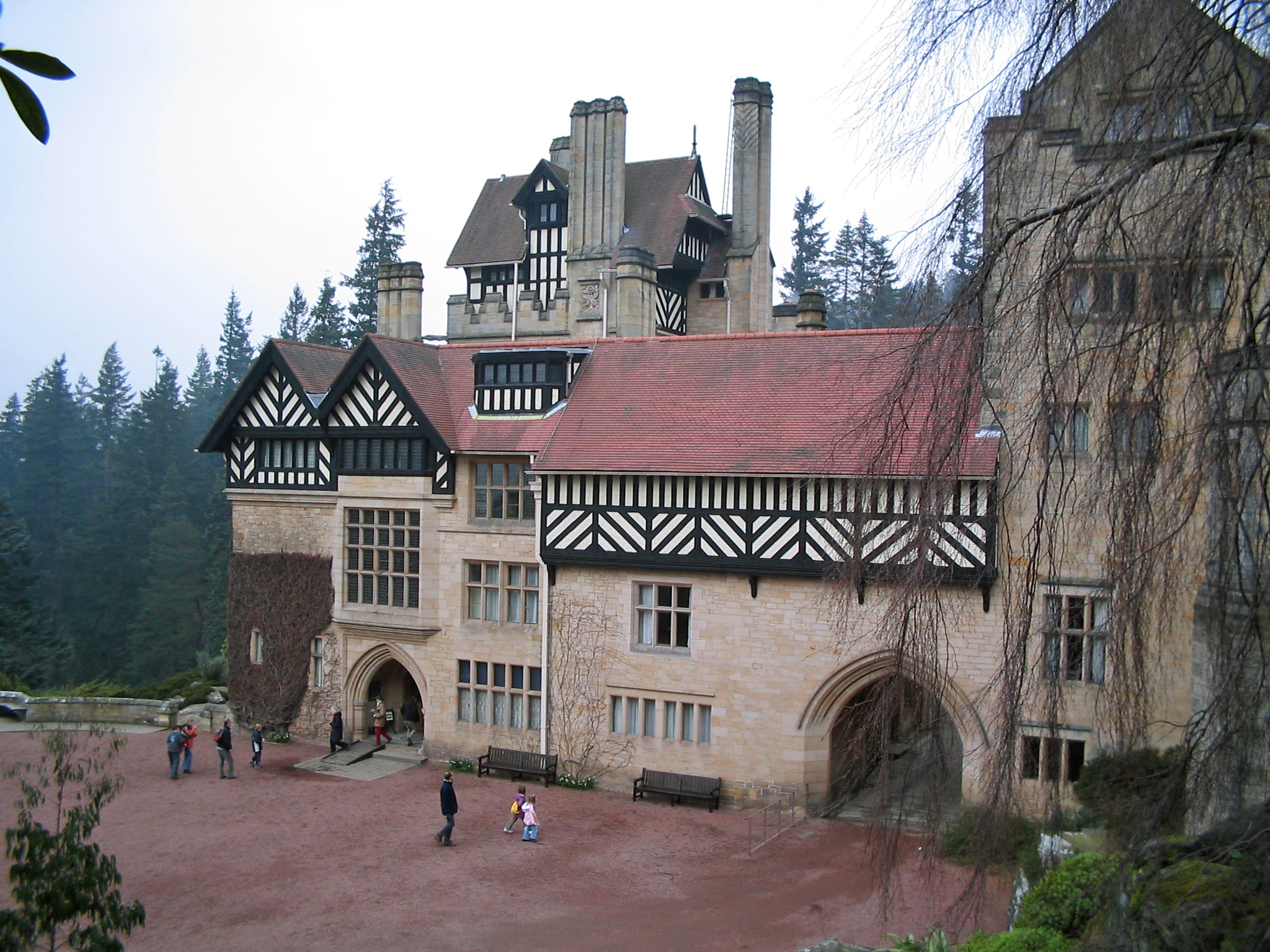
Cragside

Armstrong hatte ein lebenslanges Interesse an Elektrizität und Wasserkraft. Im Jahre 1868 baute er ein erstes Maschinenhaus. Es beherbergte zunächst nur eine doppeltwirkende Wassersäulenmaschine, mit der Wasser aus einem Staubecken in ein 60 m über dem Haus liegendes Reservoir gepumpt wurde. Das gespeicherte Wasser wurde durch Schwerkraft in das Haus geleitet, wo es für den Hausgebrauch und für den Antrieb eines hydraulischen Aufzugs, eines Drehspießes in der Küche und von Einrichtungen in der Waschküche diente. Der Antrieb des Drehspießes war als Segnersches Wasserrad ausgeführt, das ähnlich einem S-förmigen Rasensprenger funktionierte. Die Kraft wurde vom Wasserrad mit Wellen und Gelenken unter Bodenbrettern hindurch, um Ecken und über Wände hinauf zum Drehspieß übertragen. Das Ganze wird eher als Spielerei gewertet, da es damals kaum an billigen Arbeitskräften gemangelt haben dürfte. Der Lift wurde durch einen Jigger angetrieben – eine hydraulische Winde, die das Prinzip des Flaschenzugs in umgekehrter Richtung anwendete.
Im Jahre 1878 wurde im Maschinenhaus ein Siemens-Generator aufgestellt, der von einer 6 PS-Vortex-Turbine nach einem Design von James Thomson angetrieben wurde. Diese Anlage gilt als weltweit erste Nutzung von Wasserkraft zur Stromerzeugung. Mit der erhaltenen elektrischen Energie wurde eine Kohlebogenlampe in der Galerie betrieben, die aber für diese Anwendung viel zu helles Licht abgab, rauchte und als unsicher empfunden wurde. Im Dezember 1880 wurde sie durch 45 Glühlampen ersetzt, was Joseph Wilson Swan als “die erste richtige Installation” bezeichnete. Sie bestand wahrscheinlich aus zwei unabhängig voneinander geschalteten Stromkreisen – einem für alle Lampen im Obergeschoss und einem für alle im Erdgeschoss. Die Lampen eines Kreises konnten nur zusammen ein- und ausgeschaltet werden.
1886 ließ Armstrong das Burnfoot Power House⊙ bauen, das Wasser aus den 100 m oberhalb gelegenen Nelly's Moss-Seen⊙ wurde mit einer von Gilbert Gilkes gelieferten Turbine verarbeitet, der 10 kW-Generator stammte von Crompton. Der Strom musste über eine ungefähr 500 m lange Leitung zum Haus geführt werden.
Der Stromverbrauch im Haus stieg weiter an, sodass bis 1895 das Burnfoot Power House um ein Batteriehaus und ein Gasmotorhaus erweitert werden musste. Zusätzlich wurde ein zweiter Generator von Thomas Parker aufgestellt, der von einem Gasmotor angetrieben wurde. Die Batterien dienten zum Abdecken von Lastspitzen, der Gasmotor kam zum Einsatz, wenn in den Nelly's Moss-Seen wegen trockener Witterung nicht genügend Wasser für den Betrieb der Turbine vorhanden war. Der Gasmotor von Tangye war als liegender Einzelzylinder-Motor ausgeführt. Das Gas für den Betrieb des Motors wurde vom Stadtgaswerk Rothbury über eine Leitung zugeführt. Das Werk musste vor dem Start des Gasmotors informiert werden. Das Unternehmen Drake & Goreham aus London hatte nicht nur den Gasmotor aufgestellt, sondern auch das Haus umverdrahtet, sodass einzelne Lampen ein- und ausgeschaltet werden konnten, nicht nur ganze Stockwerke.
Im Jahre 1945 wurde das Anwesen an die Landesversorgung angeschlossen und den Betrieb der Installation auf Wechselstrom umgestellt. 2006 wurde die gesamte Verkabelung erneuert. 2014 wurde ein neues Kraftwerk auf dem Gelände aufgestellt, das aus einer 17 m langen Archimedischen Schraube besteht, die einen 12 kW-Generator antreibt. Die Anlage kann ungefähr 10 % des Strombedarfs des Anwesens decken.

## Im Fernsehen
Die Dokumentarserie Abroad Again in Britain von Jonathan Meades behandelte in Episode 2/2005 Cragside.
Cragside kam auch am 21. August 2011 in einer Episode des Programms Britain's Hidden Heritage vor, und in der 2013 in der auf ITV von Michael Buerk präsentierten Serie Inside the National Trust.
2016 und 2017 wurden in Cragside Szenen für den Film „Edison – Ein Leben voller Licht“ gedreht, unter anderem ein Gespräch Edisons auf der Stahlbrücke vor dem Hauptgebäude.
Die Außenansichten des Lockwood Manor in dem 2018 erschienenen fünften Teil der Jurassic-Park-Filmreihe Jurassic World: Das gefallene Königreich wurden in Craigside gedreht.